# Out Stack
Out Stack (soms ook Ootsta genoemd) is een klein rotsig eilandje dat bij de Shetlandeilanden in Schotland hoort. Het is het noordelijkste punt van het Verenigd Koninkrijk. Het ligt iets ten noorden van Muckle Flugga en ten noorden van het eiland Unst. Het is een van de zogenaamde "Noordelijke Eilanden" van de Shetlandeilanden en behoort tot het Hermaness natuurreservaat.
Out Stack is niet veel meer dan een rots die boven de zee uitsteekt en is onbewoond. Soms wordt het omschreven als het einde van de wereld of het eindpunt van Groot-Brittannië. Er is geen land meer tussen Out Stack en de noordpool. Om die reden reisde
Lady Jane Franklin, de vrouw van Sir John Franklin naar Out Stack. Haar man was tijdens een noodlottige poolexpeditie vermist en op die manier kon ze het dichtst bij hem zijn.
Op zaterdag 8 augustus 2009 bereikte Andy Strangeway de Out Stack. Hiermee is hij de eerste mens die op de vier uiterste punten van Schotland is geweest.
- west – Soay – 28 augustus 2007
- zuid – Mull of Galloway – 31 maart 2009
- oost – Bound Skerry, Shetland – 2 augustus 2009
- noord – Out Stack, Shetland – 8 augustus 2009

Tot op heden is hij de enige die dit heeft kunnen verwezenlijken.

## Referentie
1. ↑  noord, zuid, oost en west. The Shetland News. Gearchiveerd op 14 augustus 2009. Geraadpleegd op 07 november 2010.